# Podochilus filiformis
Podochilus filiformis är en orkidéart som beskrevs av Rudolf Schlechter. Podochilus filiformis ingår i släktet Podochilus och familjen orkidéer. Inga underarter finns listade i Catalogue of Life.